# 786 Bredichina
786 Bredichina este un asteroid din centura principală, descoperit pe 20 aprilie 1914, de Franz Kaiser.